# The deep end
The deep end is het 24-ste muziekalbum van Spyro Gyra. Het album dat is opgenomen in de Beartracksstudio in Sufferen stond in het teken van het vertrek van de drummer Rosenblatt. Spyro Gyra speelde een aantal jaren in dezelfde samenstelling, maar Rosenblatt haakte tijdens de opnamen af. De nieuwe drummer Afonso is slechts op één nummer te horen.

## Musici
- Jay Beckenstein – saxofoon
- Tom Schuman – toetsinstrumenten
- Julio Fernandez – gitaar
- Scott Ambush – basgitaar

Met
- Joel Rosenblatt - slagwerk op alle tracks behalve 1, 4, 5 en 10
- Ludwig Afonso – slagwerk op track 5
- Billy Kilson – slagwerk op 1, 4 en 10
- Dave Samuels – vibrafoon op 4, 5, 7 en 11
- Don Harris – trompet op 1 en 10
- Cyro Baptista – percussie op 1, 3 en 10
- Daniel Sadownick – percussie op 1, 2, 3, 4, 7, 10 en 11
- David Charles – percussie op 8 en 9

## Muziek
| Nr. | Titel                         | producer(s)            | Duur |
| --- | ----------------------------- | ---------------------- | ---- |
| 1.  | Summer fling (Jeremy Wall)    | Beckenstein, Wall      | 4:58 |
| 2.  | Eastlake shuffle (Fernandez)  | Beckenstein, Fernandez | 5:05 |
| 3.  | Monsoon (Beckenstein)         | Beckenstein            | 7:09 |
| 4.  | As you wish (Beckenstein)     | Beckenstein            | 4:36 |
| 5.  | Joburg jam (Beckenstein)      | Beckenstein            | 6:10 |
| 6.  | The crossing (Fernandez)      | Beckenstein, Fernandez | 7:18 |
| 7.  | Wiggle room (Ambush)          | Beckenstein, Ambush    | 6:49 |
| 8.  | Wind warriors (Schuman)       | Beckenstein, Schuman   | 6:16 |
| 9.  | In your arms (Schuman)        | Beckenstein, Schuman   | 4:47 |
| 10. | Chippewa Street (Beckenstein) | Beckenstein            | 5:47 |
| 11. | Beyond the rain (Ambush)      | Beckenstein            | 6:09 |

De hoes is ontworpen door Robert Hoffman en ingepast in een algeheel ontwerp van een bedrijf dat deels de naam draagt van een andere jazzrockband: Brand X Pictures, maar daar geen verbintenis mee heeft. Een duikende man vormt de beeltenis van de platenhoes. Beckenstein lichtte later de titel toe: hij wilde met de band/muziek zijn/hun diepste (gevoel) in.